# Hugoton
Hugoton és una població dels Estats Units a l'estat de Kansas. Segons el cens del 2000 tenia 3.708 habitants.

## Demografia
Segons el cens del 2000, Hugoton tenia 3.708 habitants, 1.380 habitatges, i 968 famílies. La densitat de població era de 804,3 habitants/km².
Dels 1.380 habitatges en un 37,8% hi vivien nens de menys de 18 anys, en un 58,8% hi vivien parelles casades, en un 8,4% dones solteres, i en un 29,8% no eren unitats familiars. En el 27,2% dels habitatges hi vivien persones soles el 13,9% de les quals corresponia a persones de 65 anys o més que vivien soles. El nombre mitjà de persones vivint en cada habitatge era de 2,64 i el nombre mitjà de persones que vivien en cada família era de 3,25.
Per edats la població es repartia de la següent manera: un 30,5% tenia menys de 18 anys, un 8,6% entre 18 i 24, un 27,6% entre 25 i 44, un 18,7% de 45 a 60 i un 14,6% 65 anys o més.
L'edat mediana era de 34 anys. Per cada 100 dones de 18 o més anys hi havia 87,9 homes.
La renda mediana per habitatge era de 41.932 $ i la renda mediana per família de 50.225 $. Els homes tenien una renda mediana de 37.930 $ mentre que les dones 22.750 $. La renda per capita de la població era de 17.115 $. Entorn del 6,9% de les famílies i el 9,3% de la població estaven per davall del llindar de pobresa.

## Poblacions més properes
El següent diagrama mostra les poblacions més properes.